# Chaetomium warcupii
Chaetomium warcupii är en svampart som beskrevs av A.S. Saxena & Mukerji 1973. Chaetomium warcupii ingår i släktet Chaetomium och familjen Chaetomiaceae.   Inga underarter finns listade i Catalogue of Life.